# Нове Селище (Україна)
Нове́ Се́лище — село Курісовської сільської громади Березівського району Одеської області в Україні. Населення становить 80 осіб.

## Географія
У селі бере початок річка Кодинцівка.

## Населення
Згідно з переписом УРСР 1989 року чисельність наявного населення села становила 101 особа, з яких 51 чоловік та 50 жінок.
За переписом населення України 2001 року в селі мешкало 80 осіб.

### Мова
Розподіл населення за рідною мовою за даними перепису 2001 року:
| Мова       | Відсоток |
| ---------- | -------- |
| українська | 87,50 %  |
| гагаузька  | 7,50 %   |
| російська  | 3,75 %   |
| молдовська | 1,25 %   |